# Oxidació

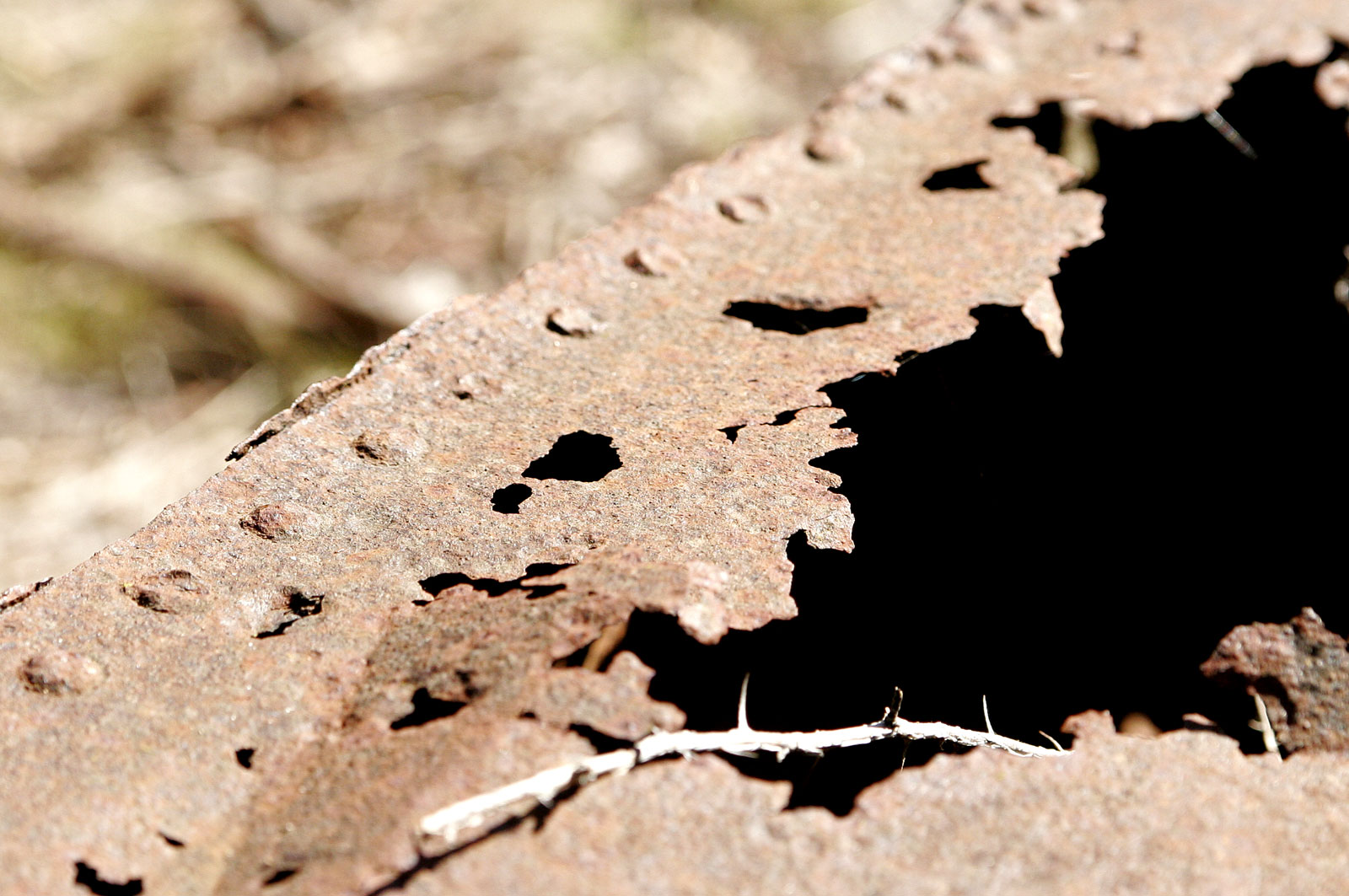
Oxidació del ferro.

L'oxidació és el procés electroquímic pel qual un ió o àtom perd un o diversos electrons. Amb caràcter general és un terme químic emprat inicialment per designar les reaccions de combinació de l'oxigen amb qualsevol element o compost. Actualment és aplicat a qualsevol transformació en la qual un element augmenta el seu nombre d’oxidació. Són també considerades com a oxidacions moltes reaccions de la química orgànica en les quals no es produeix una pèrdua formal d’electrons, però sí un desplaçament d’aquests dins la molècula, com ara l'halogenació d’un doble enllaç (electronegativitat). Atès que l’oxidació representa una pèrdua d’electrons i que aquests han d’ésser guanyats per un altre element (oxidant), tota oxidació va acompanyada d’una reducció (oxidoreducció).
L'oxidació implica l'augment de l'estat d'oxidació. És el procés invers i associat de la reducció. Quan un ió o àtom s'oxida:
- «Perd» electrons.
- Actua com a agent reductor.
- És oxidat per un agent oxidant.
- Augmenta el seu estat o nombre d'oxidació.

Per exemple, el ferro (II) pot ser oxidat a ferro (III): 
{\displaystyle {\ce {Fe^{2+}-> Fe^{3+}{}+ e-}}}
Quan el ferro de l'hemoglobina s'oxida, aquesta es transforma en metahemoglobina i perd la seva capacitat d'unir-se a l'oxigen.

## Reacció, procés i estat d'oxidació
Reacció d'oxidació reducció:Una reacció d'oxidació reducció, reacció d'oxidoreducció, o simplement reacció redox, és aquella reacció química en la qual hi ha una transferència electrònica entre els reactius, donant lloc a un canvi en els seus estats d'oxidació pel que fa als productes
Procés d'oxidació avançat:Els Processos d'Oxidació Avançada (PAO) o processos oxidatius avançats són aquells en els que es generen radicals hidroxils amb l'objectiu de degradar tots aquells compostos orgànics i inorgànics que no han estat oxidats mitjançant processos d'oxidació convencionals.
Estat d'oxidació:L'estat d'oxidació o nombre d'oxidació es defineix com la suma de càrregues positives i negatives d'un àtom, la qual cosa indirectament indica el nombre d'electrons que l'àtom ha acceptat o cedit. L'estat d'oxidació és una aproximació conceptual, útil per exemple quan es produïxen processos d'oxidació i reducció (processos redox).